# Chalypyge
Genre
Chalypyge est un genre de lépidoptères de la famille des Hesperiidae, de la sous-famille des Pyrginae et de la tribu des Pyrrhopygini.

## Dénomination
Le genre Chalypyge a été nommé par Mielke en 2002.

## Liste des espèces
- Chalypyge chalybea (Scudder, 1872)
- Chalypyge zereda (Hewitson, [1866])[1].